# Jemielno Górowskie
Jemielno Górowskie – zlikwidowana stacja kolejowa w Jemielnie, w powiecie górowskim, w województwie dolnośląskim, w Polsce.